# Środkowoeuropejska Współpraca Obronna
Środkowoeuropejska Współpraca Obronna – zrzeszenie państw Europy Środkowej zajmujące się współpracą wojskową między państwami członkowskimi. Członkami organizacji są Austria, Chorwacja, Czechy, Węgry, Słowacja i Słowenia. Polska ma status obserwatora. Wszystkie państwa członkowskie są częścią Unii Europejskiej; wszystkie państwa członkowskie oprócz Austrii należą do NATO. Organizacja została założona w 2010 roku. Zajmuje się między innymi współpracą militarną państw członkowskich, organizowaniem wspólnych ćwiczeń wojskowych, bezpieczeństwem regionalnym oraz od czasu europejskiego kryzysu migracyjnego również kwestiami związanymi z masową imigracją ludności do Europy. Przewodnictwo w organizacji jest rotacyjne.